# Los Alcázares
Los Alcázares é um município da Espanha na província e comunidade autónoma de Múrcia. Tem 19,8 km² de área e em 2021 tinha 16 935 habitantes (densidade: 855,3 hab./km²).

## Demografia
| Variação demográfica do município entre 1991 e 2004 | Variação demográfica do município entre 1991 e 2004 | Variação demográfica do município entre 1991 e 2004 | Variação demográfica do município entre 1991 e 2004 |
| --------------------------------------------------- | --------------------------------------------------- | --------------------------------------------------- | --------------------------------------------------- |
| 1991                                                | 1996                                                | 2001                                                | 2004                                                |
| 3683                                                | 5501                                                | 8470                                                | 11306                                               |